# 內南面
内南面（：／ Naenam myeon */?）是大韩民国庆尚北道庆州市下辖的一个面。

## 主要设施
- 朱砂山脈